# Константайн, Стивен
Сти́вен Фи́ллип Ко́нстантайн (англ. Stephen Phillip Constantine; род. 16 октября 1962, Лондон) — английский футбольный тренер. Главный тренер сборной Пакистана.

## Биография
Будущий тренер родился в Лондоне в греко-киприотской семье. Бабушка у Константайна была палестинкой, а тётя — из Афганистана. В детстве он перебрался в США, где и начал заниматься футболом. Однако карьера игрока не задалась у Константайна: в 15 лет у него случился первый разрыв связки колена, а в 26 лет из-за раздробления коленной чашечки он едва не остался инвалидом.
Завершив карьеру футболиста, Константайн начал свою тренерскую деятельность. Он ездил в небольшие страны и пытался там развивать футбол. Англичанин тренировал сборные Непала, Индии, Малави, Судана и Руанды. Несколько лет он отработал на родине предков на Кипре.
В 2015 году Стивен Константайн во второй раз встал у руля сборной Индии. Приглашение состоялось благодаря просьбе президента местной федерации футбола Прафута Пателя. Повторная попытка оказалась более успешной — в 2018 году тренер вывел национальную «синих тигров» в финальный этап чемпионата Азии в ОАЭ.

## Творчество
В марте 2018 года Стивен Константайн представил автобиографию «От Дели до логова», которая быстро стала популярной в Великобритании. Ассоциацией спортивных журналистов она была номинирована на звание лучшей спортивной книги года в стране.